# Закавказская железная дорога
Закавка́зская желе́зная доро́га — железная дорога в Российской империи и СССР. Линии пролегали по территории Грузинской, Армянской и (незначительный участок) Азербайджанской ССР.

## История
Строительство было начато в 1865 году сооружением Поти-Тифлисской железной дороги. Участок Поти — Зестафони был открыт 14 августа 1871 года. Вся линия открыта в 1872 году. Максимальный продольный уклон пути на железной дороге был 45 ‰, наименьший радиус кривых в поворотах — 170 м.
В 1877 году директором от Правительства в правлении Общества Поти-Тифлисской железной дороги назначен действительный статский советник К. Ф. Бентковский.
С развитием Бакинских нефтяных промыслов назрела необходимость в вывозе нефти в порты, и в 1883 году были открыты для движения участки Самтреди — Батум и Тифлис — Баку.
В 1886—1908 годах была построена линия Тифлис — Александрополь (1899) — Карс (1899) — Эривань (1902) — Джульфа (1908). В 1914 году запущено движение до Персидской Джульфы. В 1913 году запущен в эксплуатацию участок Карс — Сарыкамыш. В том же году протяжённость дорог составила 1767 вёрст (более 1870 км).
Участок Джульфа — Тавриз официально был запущен в эксплуатацию в 1916 году, однако ещё годом ранее началось движение составов до Тавриза.
К началу Первой Мировой войны, в Российском Закавказье строились следующие участки: Туапсе — Сочи — Ново-Сенаки; Евлах — Степанакерт — Шуша и Баку — Шем — Нуха — Сигнах. В 1916 году начинаются геологические изыскания под строительство участка восточнее станции Джульфа (будущий участок Джульфа — Мегри — Миндживан — … — Баку).
Во время Первой мировой войны (Кавказский фронт), к 1917 году на занятой территории Османской империи были построены участки военно-полевых железных дорог (750 и 1067 мм.): Сарыкамыш — Кёпрюкёй — Эрзурум — Ашкале — Мамахатун, Шахтахты — Маку — Баязет — Каракалис — Алашкерт и Трапезунд — Гюмушане. Также строились (планировались к постройке) следующие участки: Кёпрюкёй — Хыныс, Каракалис — Мелязгерт — Ахлат, Сарыкамыш — Караурган, Боржом — Карс — Ольты, оз. Урмия — Дильман — Амадия (через перевал Хане-Сур), Баязет — Арнис — оз. Ван, Гюмушане — Байбурт — Ашкале и Гейдар-Абад (южный берег оз. Урмия) — Ревандуз (Персия) и Батум — Трапезунд (нормальной ширины).
В 1925 году вступила в строй железнодорожная ветвь Ленинакан — Артик, в 1935 году — Броцеула — Цхалтубо с ответвлением на станцию Гумбрин, в 1940 году — участки Гори — Цхинвали и Цхакая — Сухуми с ответвлениями на Джвари и Ткварчели. Сквозное рабочее движение поездов по Черноморской дороге открыто в конце 1942 года.
В 1949 году в постоянную эксплуатацию принят последний участок этой линии Сухуми — Адлер.
В 1950 году ряд станций и остановочных пунктов, расположенных на территории Абхазской АССР был переименован.
11 декабря 1939 года дороге, постановлением Политбюро ЦК ВКП(б), было присвоено имя Л. П. Берии.
В 1967 году участок дороги, расположенный на территории Азербайджанской ССР, был выведен из состава Закавказской дороги в отдельную дорогу.
После распада Советского Союза Закавказская железная дорога была фактически разделена между Абхазской (участок Самтредского отделения к западу от реки Ингури), Армянской (Ереванское отделение) и Грузинской (Самтредское отделение к востоку от реки Ингури и Тбилисское отделение) железными дорогами.
В 2021 году началось обсуждение планов восстановления железнодорожного сообщения между Россией, Арменией и Азербайджаном.
- Закавказская железная дорога, карта 1910 года
- Карта Закавказской железной дороги в 1913 году
- Карта железных дорог с перспективными участками, 1918 год
- Карта Закавказской железной дороги, 1937 год
- Испытания электровоза ПБ21 на участке Хашури — Гори
- Мост Заманлу
- Дорога на подъезде к мосту
- Джаджурский тоннель. Западная сторона
- Тоннель в ущелье Аракса на версте 494
- Вид железнодорожного полотна в ущелье Аракса, вер. 493
- Вид от станции Неграм в ущелье Аракса, вер. 493

## Структура
Общая протяжённость дороги — 1887 км (на 1951 год). Управление железных дорог находилось в Тбилиси.
На 1 января 1967 года имелось три отделения:
Самтредское (с центром отделения на ст. Самтредиа-I),
Тбилисское,
Ереванское.
Дорога граничила с Северо-Кавказской железной дорогой (по станции Весёлое С.-Кав.ж.д.), с Азербайджанской железной дорогой (по станциям Норашен Азерб.ж.д. на линии Ереван — Нахичевань и по станции Беюк-Касик Азерб.ж.д. на линии Тбилиси — Баку).
Крупные узловые станции:
Самтредиа I,
Хашури,
Навтлуги I,
Масис.
На участке Хашури — Зестафони расположен труднейший по профилю Сурамский перевал. С 1933 года он обслуживается электровозами (первоначально электровозами серии «Сурамский Советский», затем ВЛ8).
На участке Гори — Цхинвали в 1969—1979 годах проводились эксперименты по электрификации железных дорог постоянным током напряжением 6000 вольт.
По состоянию на 1988 год все линии и ветви Закавказской железной дороги были электрифицированы на постоянном токе. Использовался тяговый подвижной состав (электровозы) и МВПС постоянного тока, и лишь для работы на манёврах на неэлектрифицированных путях станций для вывозной работы на путях промышленных предприятий и карьеров использовались тепловозы.

## Подвижной состав
- Паровоз Ф
- Сурамские электровозы
- ПБ21

## Награды
- Орден Октябрьской Революции (1973).

## Галерея
- Первое расписание движения поездов после открытия станции Эривань
- Ветка Ереван-Ерасх (участок Армавир—Аракс)
- Ветка Ереван - Ерасх (участок Зод-Суренаван)
- В районе села Армаш
- Недействующий участок в направлении Нахичевани
- Заброшенные пути около станции Мегри
- Недействующий участок Мегри-Миндживан
- Недействующий участок Мегри-Агарак